# Reovirussen
Reovirussen (Reoviridae) zijn een familie van dubbelstrengse RNA-virussen.
De naam Reoviridae is afgeleid van het Engelse respiratory enteric orphan viruses, respiratoir enterisch weesvirus. 'Wees' verwijst naar het gegeven dat, toen het virus voor het eerst werd beschreven, er geen associatie was met enig bekende ziekte. Alhoewel later diverse ziektebeelden zijn gewezen aan virussen uit de familie reoviridae is de naam niet meer gewijzigd.
Er zijn 12 geslachten beschreven, waarvan het rotavirus klinisch het meest bekend is: het virus is een veel voorkomende veroorzaker van diarree. Bij dierlijke infecties uit deze familie zijn het blauwtongvirus en het Afrikaanse-paardenpestvirus berucht.
Virussen behorend tot de reovirussen zijn dubbelstrengs RNA-virussen en worden daardoor in groep III ingedeeld van de baltimore-classificatie. Reovirussen infecteren en lyseeren vooral cellen waarin het eiwit ras is geactiveerd.

## Taxonomie
- geslacht: Aquareovirus
- geslacht: Coltivirus
- geslacht: Cypovirus
- geslacht: Fijivirus
- geslacht: Orbivirus
  - soort: Blauwtongvirus
  - soort: Afrikaanse-paardenpestvirus
- geslacht: Orthoreovirus
- geslacht: Oryzavirus
- geslacht: Phytoreovirus
- geslacht: Rotavirus